# Dębszczyzna
Dębszczyzna – wieś w Polsce położona w województwie lubelskim, w powiecie lubelskim, w gminie Strzyżewice.
| SIMC    | Nazwa               | Rodzaj    |
| ------- | ------------------- | --------- |
| 0391727 | Kolonia Dębszczyzna | część wsi |

W latach 1975–1998 miejscowość administracyjnie należała do województwa lubelskiego.
Wieś stanowi sołectwo gminy Strzyżewice. Według Narodowego Spisu Powszechnego z roku 2011 wieś liczyła 104 mieszkańców.

## Historia
Miejscowość występuje po raz pierwszy w roku 1899, następnie w spisie powszechnym z roku 1921 jako Dębszczyzna. Pochodzenie nazwy K.Rymut wywodzi od nazwy osobowej Dębski z sufiksem -izna.
W sąsiedztwie wsi w czasie I wojny światowej odbywały się zacięte walki wojsk austriackich i niemieckich z rosyjskimi. Pozostałości są leżące w bezpośrednim otoczeniu wsi dwa cmentarze wojenne:
- Cmentarz wojenny w Dębszczyźnie,
- Cmentarz wojenny w Kiełczewicach Dolnych (Murakowa Góra).